# Loxostege alticolalis
Loxostege alticolalis is een vlinder uit de familie van de grasmotten (Crambidae), uit de onderfamilie van de Pyraustinae. De wetenschappelijke naam van deze soort is voor het eerst voorgesteld als Noctuelia alticolalis door Hugo Theodor Christoph in een publicatie uit 1877.
De soort komt voor in Iran.